# Blochius
Genre
Blochius est un genre éteint de poissons osseux marins proches des espadons actuels. Il appartient à la famille des Blochiidae (à laquelle il a donné son nom), au sous-ordre des Xiphioidei ou des Scombroidei et à l'ordre des Perciformes. Dans cette famille il est accompagné des genres Acestrus et Congorhynchus.

## Étymologie
Le nom de genre Blochius rend hommage à l'ichtyologiste allemand Marcus Élieser Bloch (1723-1799).

## Découverte et datation
Les fossiles parfaitement préservés des deux espèces ont été découverts sur le célèbre site paléontologique (Lagerstätte) du Monte Bolca sur la zone dite de « Pesciara », en Vénétie (Italie). Blochius a vécu dans les lagons tropicaux de l'océan Téthys, précurseur de la Méditerranée, au cours de l'Éocène inférieur (Yprésien), il y a environ entre 49 et 48,5 Ma (millions d'années),.

## Description
Ces poissons au corps allongé et mince pouvaient atteindre une longueur de 1,50 mètre avec un rostre très allongé similaire à celui des espadons actuels. La colonne vertébrale est constituée de 24 vertèbres en forme de sablier, allongées et sans épines neurales (sauf sur la dernière caudale).
Une seule nageoire dorsale est présente, extrêmement longue et assez haute, tandis que les nageoires pelviennes sont petites, de même que la nageoire anale.
Un autre poisson avec une morphologie globale similaire, Palaeorhynchus zorzini, vivait dans les mêmes lagons de l’Éocène du Monte Bolca.

## Liste d'espèces
- † Blochius longirostris Volta, 1796
- † Blochius macropterus de Zigno, 1887